# لونغيساني نديليلا
لونغيساني نديليلا (بالإنجليزية: Lungisani Ndlela)‏ (8 سبتمبر 1980 في جنوب أفريقيا - ) هو لاعب كرة قدم جنوب أفريقي في مركز الهجوم. شارك مع منتخب جنوب أفريقيا لكرة القدم. أما مع النوادي، فقد لعب مع سوبر سبورت يونايتد وماميلودي صن داونز ونادي جامعة بريتوريا وموروكا سوالوز وUnited F.C. (South Africa) ‏.

## روابط خارجية
- لونغيساني نديليلا على موقع قاعدة بيانات كرة القدم.إي يو (الإنجليزية)
- لونغيساني نديليلا على موقع ناشيونال فوتبول تيمز (الإنجليزية)